# Detectivul băncii
Detectivul băncii (titlu original: The Bank Dick) (lansat ca The Bank Detective în Marea Britanie) este un film american de comedie din 1940 regizat de Edward F. Cline. În rolurile principale joacă actorii W. C. Fields și Cora Witherspoon.

## Prezentare
Egbert Souse, cu "accent grav pe e", este ținut sub papuc de către întreaga sa familie. El este recrutat pentru a înlocui un regizor de film beat. Apoi se pare că a prins un jefuitor de bănci și este angajat ca paznic la Banca Lompoc, unde lucrează și Og Oggilby, logodnicul fiicei sale, care este casier bancar. Souse îl convinge pe Og să delapideze 500 de dolari pentru a cumpăra acțiuni false; apoi examinatorul bancar apare în inspecție. Souse trebuie să-l îmbete pe examinator pentru ca el și viitorul său ginere să nu fie aruncați în închisoare. Lucrurile se complică când banca este jefuită din nou...

## Distribuție
- W. C. Fields ca Egbert Sousè
- Cora Witherspoon ca Agatha Sousè
- Una Merkel ca Myrtle Sousè
- Evelyn Del Rio ca Elsie Mae Adele Brunch Sousè
- Jessie Ralph ca Mrs. Hermisillo Brunch
- Grady Sutton ca Og Oggilby
- Franklin Pangborn ca J. Pinkerton Snoopington
- Shemp Howard ca Joe Guelpe
- Dick Purcell ca Mackley Q. Greene
- Russell Hicks ca J. Frothingham Waterbury
- Pierre Watkin ca Mr. Skinner
- Jack Norton ca A. Pismo Clam
- Al Hill ca Filthy McNasty
- George Moran ca Cozy Cochran
- Bill Wolfe ca Otis
- Pat West ca Assistant Director
- Reed Hadley ca Francois
- Heather Wilde ca Miss Plupp
- Harlan Briggs ca Doctor Stall
- Bill Alston ca Mr. Cheek